# Okulus (arhitektura)
Okulus (iz latinčine oculus -  oko) je ime za odprtino krožne oblike, pogosto manjših dimenzij, običajno na vrhu kupole, lahko pa tudi na tamburju ali na katerem od zidov.
Tnan je že iz Rima (Panteon, Rim|Panteon) in se nadaljuje v srednjem viku, posebej pogost je v arhitekturi renesanse (Bramantejev Tempietto) in baroka. Podoben mu je oeil-de-buef. Zanimivo je, da znameniti enciklopedični Atlas arhitekture pojem oculus ne opisuje.
okulus so uporabljali za osvetljavo.